# Phil Mason (Musiker)
Phil Mason (* 10. April 1940 in Kentish Town, North London; † 9. Juni 2014) war ein britischer Trompeter und Gründer des Isle of Bute Jazz Festival.
Mason wuchs in Norfolk und in Muswell Hill auf. Mit 16 Jahren arbeitete er zunächst als Totengräber, bevor er 1960 nach Irland zog, um Moderne Sprachen am Trinity College zu studieren. In Dublin spielte er in verschiedenen Jazzgruppen mit Richie McGowan, Barry Richardson und Martin Bennett. Nach seiner Rückkehr nach England spielte er ab 1970 in Max Collies Rhythm Aces. In den 1980er-Jahren baute er ein Traditional Jazz Festival in seinem Wohnort, der Isle of Bute auf, bei dem in den folgenden Jahren u. a. Acker Bilk, Kenny Ball, Chris Barber and the Temperance Seven gastierten; 1992 gründete er seine eigene Band, Phil Mason’s New Orleans All-Stars, mit der er eine Reihe von Alben auf dem Label Lake Records vorlegte. Aus gesundheitlichen Gründen beendete er 2010 die Organisation der Festival-Veranstaltung. Im Bereich des Jazz war er zwischen 1971 und 2007 an 39 Aufnahmesessions beteiligt.